# Good Karma
A Good Karma a svéd Roxette pop duó 10. és egyben utolsó stúdióalbuma, mely 2016. június 3-án került kiadásra a Parlophone és a Roxette Recordings kiadásában. Ez az első album a Parlophone anyavállalatával, a Warner Music Grouppal. Az első kislemez, az It Just Happens 2016. április 8-án jelent meg. Per Gessle az albumról azt nyilatkozta: "Az új lemezhez a klasszikus Roxette-s hangzás mellett egy modern és kiszámíthatatlan hangképet akartunk kihozni magunkból, ahol saját hangunkban találunk valami újat.
A duónak az volt a terve, hogy támogassa az albumot a RoXXXette 30. évfordulójának alkalmából, turnéjának utolsó szakaszában, de 2016. június 3-án lemondták azt Marie Fredriksson betegségéből adódóan, mivel az orvosok azt tanácsolták neki, hogy ne turnézzon. Marie később megköszönte a rajongóinak a kedves kívánságait, és azt üzente, hogy nem elég erős még egy turnéhoz, de várja, hogy meggyógyuljon, és új albummal jelentkezzenek.

## Kereskedelmi sikerek
Az album sikeres volt a megjelenést követően. Csehországban az 1. helyen debütált, Svájcban a 2. helyre került. Ausztriában, Magyarországon, Brazíliában, Oroszországban, és Spanyolországban szerepelt az első tíz között. Ez volt az első Roxette stúdióalbum az 1999-es Have a Nice Day óta, amely bekerült az Egyesült Királyság legjobb 100 albuma közé. Az első héten a 61. helyen debütált az angol albumlistán.  Ausztráliában a 25. helyezett volt, az 1994-es Crash! Boom! Bang! óta.

## Kritikák
| Egyéb értékelések  |           |
| Értékelő           | Értékelés |
| Aftonbladet        | [ 4 ]     |
| AllMusic           | [ 5 ]     |
| Dagens Nyheter     | [ 6 ]     |
| laut.de            | [ 7 ]     |
| Renowned for Sound | [ 8 ]     |
| The Music          | [ 9 ]     |
| Stuff.co.nz        | [ 10 ]    |
| Sputnikmusic       | 2.5/5     |

A német Mittelbayerische Zeitung nevű hírportál lenyűgözőnek nevezte az albumot, dicsérve az album "For a Distance" és a "Why Dontcha?" című dalokat.
Markus Larsson, az Aftonbladet nevű svéd újságtól szintén pozitívan nyilatkozott az albumról, és azt mondta, hogy az album záró dala az "April Clouds" szép zárás, ha valóban ez a duó utolsó albuma.

## Számlista
Minden dalt Per Gessle írt.
| #   | Cím                             | Producer(ek)                                     | Hossz |
| --- | ------------------------------- | ------------------------------------------------ | ----- |
| 1.  | Why Dontcha?                    | Christoffer Lundquist, Clarence Öfwerman, Gessle | 2:46  |
| 2.  | It Just Happens                 | Lundquist, Öfwerman, Gessle                      | 3:46  |
| 3.  | Good Karma                      | Lundquist, Öfwerman, Gessle                      | 3:19  |
| 4.  | This One                        | Lundquist, Öfwerman, Gessle                      | 3:12  |
| 5.  | You Make It Sound So Simple     | Lundquist, Öfwerman, Gessle, Addeboy vs. Cliff   | 3:42  |
| 6.  | From a Distance                 | Addeboy vs. Cliff, Lundquist, Gessle             | 3:31  |
| 7.  | Some Other Summer               | Lundquist, Öfwerman, Gessle                      | 3:09  |
| 8.  | Why Don't You Bring Me Flowers? | Lundquist, Öfwerman, Gessle                      | 3:32  |
| 9.  | You Can't Do This to Me Anymore | Lundquist, Öfwerman, Gessle, Addeboy vs. Cliff   | 3:50  |
| 10. | 20 BPM                          | Lundquist, Öfwerman, Gessle, Addeboy vs. Cliff   | 3:48  |
| 11. | April Clouds                    | Lundquist, Öfwerman, Gessle                      | 3:30  |

## Slágerlista
| Slágerlista (2016)                            | Legjobb helyezés |
| --------------------------------------------- | ---------------- |
| Ausztrália (ARIA Top 50 Albums)               | 25               |
| Ausztria (Ö3 Austria Top 40)                  | 10               |
| Brazília (ABPD)                               | 8                |
| Belgium (Ultratop Flandria)                   | 18               |
| Belgium (Ultratop Vallónia)                   | 50               |
| Csehország (ČNS IFPI Albums Top 100)          | 1                |
| Danish Albums (Hitlisten)                     | 52               |
| Hollandia (Dutch Charts Album Top 100)        | 36               |
| Finnország (Musiikkituottajat Albumit Top 50) | 20               |
| Németország (Offizielle Top 100)              | 11               |
| Greek Albums (IFPI)                           | 69               |
| Magyarország (MAHASZ Top 40 albumlista)       | 6                |
| Italian Albums (FIMI)                         | 90               |
| Norvégia (VG-lista Album Top 40)              | 29               |
| Lengyelország (ZPAV Album Top 50)             | 36               |
| Russian Albums (2M)                           | 4                |
| Egyesült Királyság (Scottish Albums)          | 44               |
| Spanyolország (PROMUSICAE Top 100 Álbumes)    | 10               |
| Svédország (Sverigetopplistan Top 60 Albums)  | 2                |
| Svájc (Schweizer Hitparade Top 100 Albums)    | 2                |
| Egyesült Királyság (UK Albums Chart)          | 61               |